# Gustavo Torner
Pour les articles homonymes, voir Torner.

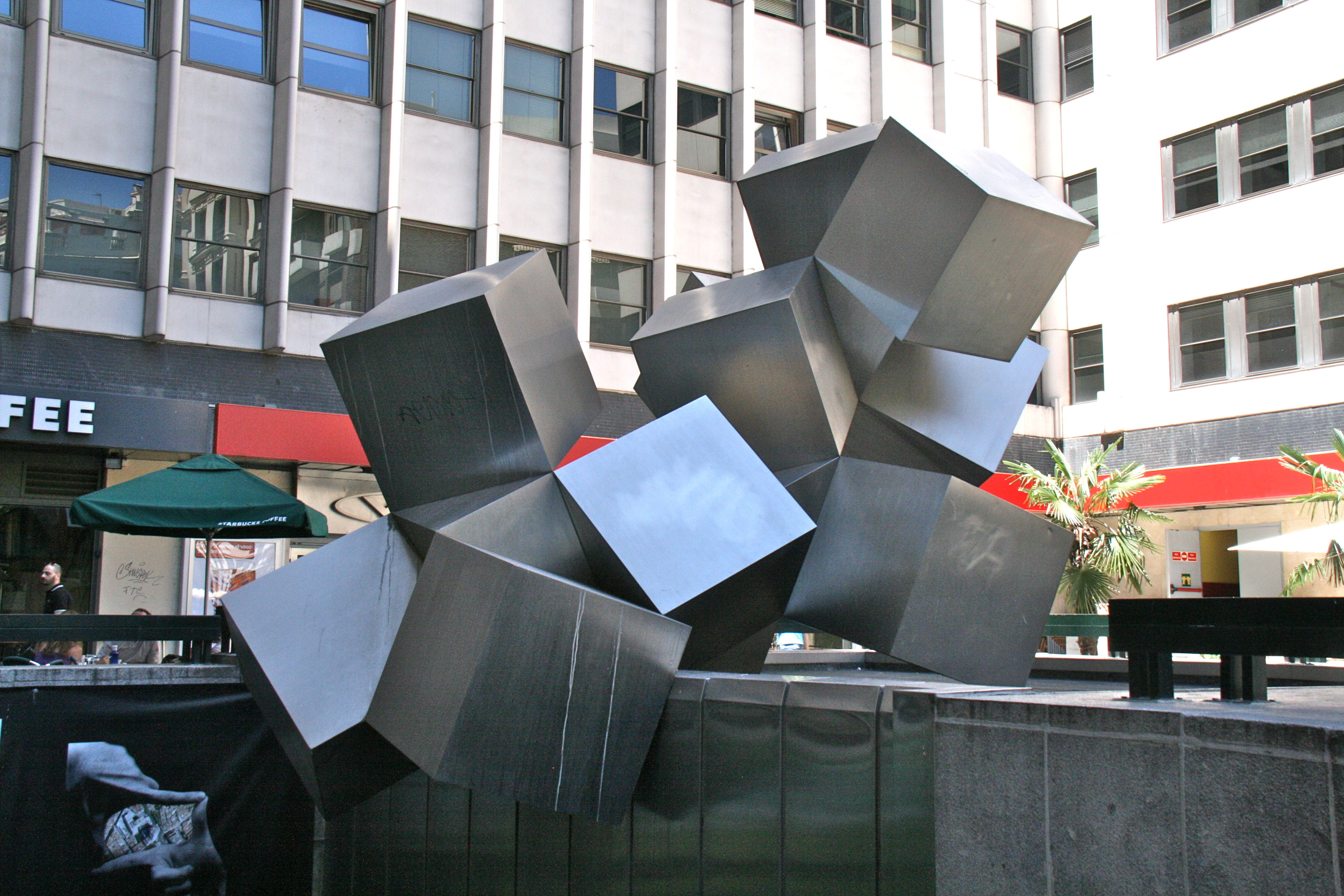
Sculpture de Torner sur la place Emilio Jiménez Millas de Madrid, appelée depuis Place des Cubes.

Gustavo Torner est un peintre et sculpteur espagnol né le 13 juillet 1925 à Cuenca (Espagne). Avec Gerardo Rueda (es) et Fernando Zóbel (es), il forme l'« école conquense », une des premières à introduire en Espagne dans les années 1960 les nouveaux courants de l'art moderne, notamment avec la création du musée d'art abstrait espagnol de Cuenca (Museo de Arte Abstracto Español).

## Biographie
Il utilise pour ses premières œuvres des thèmes de la nature. Il réalise en 1956 Roca, son premier tableau abstrait. Commence alors pour Torner une période informaliste. Même si l'huile est au départ le seul matériau utilisé, d'autres comme le sable ou des fragments végétaux font rapidement leur apparition. Au milieu des années 1960, les toiles sont remplacées par le bois ou le métal, ainsi que d'autres matériaux comme le nylon, le cuir artificiel, le carton ou le plastique. Torner abandonne définitivement sa profession d'ingénieur en 1965 pour se consacrer entièrement à son activité artistique. À côté de la peinture et de la sculpture, il s'essaie également à la scénographie et crée même des figurines de théâtres et des tapis. Il collabore de plus à la rénovation du deuxième étage de l'aile nord de l'édifice Villanueva du musée du Prado et à la rénovation du deuxième étage de l'aile sud. Il participe à la création des vitraux de la cathédrale de Cuenca et à la création des musées diocésain d'art religieux et d'art abstrait espagnol de Cuenca.
Il crée une sculpture pour la place Emilio Jiménez Millas de Madrid, plus connue depuis comme place des Cubes (plaza de los Cubos), ainsi que le Monument commémoratif du 1er congrès forestier mondial de 1966, en acier et troncs d'arbres, qui se trouve dans la serranía de Cuenca. La sculpture représente une grande partie de l'activité artistique de Torner entre 1971 et 1977. Il s'agit la plupart du temps d'œuvres de grande taille, constituées de formes géométriques simples.
En 1987, il reçoit la Médaille d'or du mérite des beaux-arts du Ministère de l'Éducation, de la Culture et des Sports espagnol.
Il crée en 1991 avec le maître-verrier Henri Déchanet une partie des vitraux de la cathédrale Sainte-Marie et Saint-Julien de Cuenca
Il crée en 1999 l'affiche de la Semaine sainte de Cuenca.
En 2004, il offre plus de 500 œuvres au Musée Reina Sofía de Madrid. En décembre 2005, l'église Saint-Paul de Cuenca se convertit en Espace Torner, abritant quarante de ses sculptures et peintures. L'Espace Torner ferme en 2011.
Il a été consultant pour la Fondation Juan March (es) de Madrid. Il est depuis 1993 membre de l'Académie royale des beaux-arts de San Fernando et, depuis 2002, docteur honoris causa de l'université de Castille-La Manche.

## Collections espagnoles
On retrouve ses œuvres de façon permanente dans les collections espagnoles suivantes :
- Musée d'art abstrait espagnol de Cuenca
- Musée municipal d'art contemporain de Madrid
- Centre culturel del Conde Duque, Madrid
- Musée Reina Sofía, Madrid
- Musée d'art espagnol contemporain (Museu d'Art Espanyol Contemporani), Palma
- Musée Patio Herreriano d'art contemporain espagnol de Valladolid
- Espace Torner, Cuenca)
- Fondation Antonio Pérez, Cuenca